# おがきちか
おがき ちか（1973年6月3日 - ）は、日本の漫画家、同人作家。女性。血液型はB型。武蔵野美術大学映像学科卒。花丸木リカ（はなまるき りか）、蝶楽（ちょうがく）の名義でも執筆していたことがある。代表作は『Landreaall』。

## 概要
在学中からフリーライターとして活動し、友人である斎藤岬のアシスタントをしつつ卒業。同人漫画家・花丸木リカの名義で「ハナマルキング」という男性向け創作をメインにした同人活動を年2回行っていた。また、三国ハヂメと合同誌を作っている。また蝶楽（ちょうがく）の名義で小説の挿絵・ボーイズ系漫画を多数発刊している。
商業誌デビュー後、しばらくは花丸木リカ名義だったが、2000年の『ヤングキングアワーズライト』（少年画報社）での『ハニー・クレイ・マイハニー』連載以降、一般向け漫画はおがきちか名義となった。その後、花丸木名義は『コミックPOT』（メディアックス）の仕事でのみ使用され、2003年の『チカマニアックス』に纏められた。
デビュー当時は男性向け作品が多かったが、その後は『エビアンワンダー』『Landreaall』など、ファンタジーものを多く執筆している。

## 作品リスト
連載中
- Landreaall （2002年 - 連載中、コミックZERO-SUM、一迅社、既刊43巻）

連載終了など
- ハニー・クレイ・マイハニー （2000年、ヤングキングアワーズライト、少年画報社） ※同名の短編集が2002年に少年画報社より刊行。また2012年には「ハニコイ」のタイトルで新装版を同社から刊行。
- 仔羊は迷わない。 （2000年、ヤングキングアワーズ増刊アワーズ2001、少年画報社））※『ハニー・クレイ・マイハニー 』（少年画報社）に収録
- スーパーウール100% （2000年、ヤングキングアワーズライト）※『ハニー・クレイ・マイハニー 』（少年画報社）に収録
- 銀符（エイジス）とその守護者 （1999年12月、ヤングキングアワーズ増刊アワーズ2000） ※『エビアンワンダー』少年画報社版2巻に収録
- 恋屋15-フィフティーン- （2000年、ヤングキングアワーズライト）※『ハニー・クレイ・マイハニー 』（少年画報社）に収録
- サニー・ザ・トリッパー （2000年、ヤングキングアワーズライト） ※『エビアンワンダー』少年画報社版2巻に収録
- 先生のラブ時計 （2000年、ヤングキングアワーズガール、少年画報社） ※単行本未収録
- エアー マイ ラブ （2000年、ヤングキングアワーズライト）※『ハニー・クレイ・マイハニー 』（少年画報社）に収録
- エビアンワンダー （2001年 - 2002年、ヤングキングアワーズライト、少年画報社版全2巻、一迅社版全2巻）
  - エビアンワンダーREACT （2004年 - 2006年、コミックZERO-SUM増刊WARD、一迅社、全2巻）
- チカマニアックス （ - 2003年、作品集（花丸木リカ名義作品）、大都社）
- 侍ばんぱいや （2009年 - 2011年、マンガ・エロティクス・エフ、太田出版、全1巻）
- 無敵☆ミートキング （2005年、ヤングキングアワーズ）※『パルパル&ロケッタ』（少年画報社）に収録 
  - 無限☆ミートランプ （2007年、ヤングキングアワーズ） ※『パルパル&ロケッタ』（少年画報社）に収録
- 恋なので許される （2012年、マンガ・エロティクス・エフ、太田出版） ※単行本未収録
- パルパル&ロケッタ（2014年 - 2015年、ヤングキングアワーズ、全1巻）

### ドラマCD
- Landreaall
  - 一迅社版
    - . ミュージアム・バルへようこそ!  2006年6月24日発売

  - ジェネオンエンタテインメント版
    1. 2006年3月24日発売
    2. アカデミー七不思議 2006年12月22日発売
    3. アカデミー芸術祭 2008年1月15日発売

### 挿絵
- 死にたい騎士の不運（アンラッキー）（2011年、ウィングス文庫、新書館、全1巻）